# Брандонн Алмейда
Брандонн Алмейда (порт. Brandonn Almeida, 16 березня 1997) — бразильський плавець.
Учасник Олімпійських Ігор 2016 року.
Призер Чемпіонату світу з плавання на короткій воді 2018 року.
Переможець Панамериканських ігор 2015 року, призер 2019 року.
Чемпіон Південної Америки з плавання 2016 року.
Чемпіон світу з плавання серед юніорів 2015 року.